# Сидяков, Лев Сергеевич
Лев Серге́евич Сидяко́в (11 марта 1932, Рига — 25 февраля 2006, Рига) — советский и латвийский литературовед-пушкинист, доктор филологических наук, профессор Латвийского университета.

## Биография
Отец, Сергей Николаевич Сидяков, с семьёй (матерью и братом) эмигрировали в 1919 году из Советской России и прибыли сперва в Эстонию, а затем в Латвию в 1920 году после окончания гражданской войны. Его мать, Лидия Павловна Сидякова (в девичестве Рубисова), была педагогическим деятелем, руководила основной школой для мальчиков в Риге с 1923 по 1927 год. Дед по материнской линии Павел Григорьевич Рубисов приобрёл в Риге известность как общественный деятель, а в послевоенные годы издавал русскую газету «Маяк» (в 1922—1923 годах), которая декларировала свой внепартийный статус и отражала интересы читателей в соответствии с социокультурной концепцией «русской народности». Выход газеты прекратился после трагической гибели издателя П. Г. Рубисова, что повлекло за собой банкротство издания.
После окончания среднего учебного заведения в Риге Л. С. Сидяков в 1949 году поступил на филологический факультет Латвийского государственного университета. С 1954 по 1957 год проходил обучение в аспирантуре Института русской литературы (Пушкинский Дом) в Ленинграде. Его учителями были советский пушкинист, историк литературы Борис Павлович Городецкий, пушкинист, заведующий рукописным отделом Пушкинского дома Николай Васильевич Измайлов, а также выдающийся теоретик стиха и текстолог Борис Викторович Томашевский. Таким образом, Сидяков в соответствии с принципом преемственности научно-исследовательской стратегии стал приверженцем классической «старой школы пушкинистики». В 1957 году работал преподавателем русского языка и литературы в Рижском педагогическом институте, а с 1958 году занимался преподавательской и научно-исследовательской деятельностью в ЛГУ.
В январе 1962 года Л. С. Сидяков защитил кандидатскую диссертацию «Повести Пушкина и русская повесть конца 20-х — 30-х гг. XIX века» в Пушкинском доме. В ноябре 1975 года в Тартуском университете успешно прошла защита докторской диссертации «Проза и поэзия Пушкина. Соотношение и взаимодействие». Оппонентами выступили Георгий Пантелеймонович Макогоненко, Виктор Андроникович Мануйлов и Юрий Михайлович Лотман. При активном участии Л. С. Сидякова в академических кругах Латвийского Государственного Университета был создан «пушкинский кружок», начала формироваться «пушкинская группа» исследователей, а сам Л. С. Сидяков стал основоположником латвийской академической пушкинистики.
Л. С. Сидяков являлся членом Пушкинской комиссии Академии наук, членом Ассамблеи Пушкинского общества, членом Редколлегии Пушкинской библиотеки издательства «Книга», членом редколлегии академического Полного собрания сочинений А. С. Пушкина. Среди учеников Л. С. Сидякова были известные ныне ученые Б. Равдин, Р. Тименчик, Е. Тоддес и Л. Флейшман.

## Научные публикации
- Библиографию основных трудов ученого до 1992 года включительно см.: Профессор Лев Сергеевич Сидяков: Библиографический указатель. Рига: Латвийский университет, 1992.
- О тексте стихотворения Пушкина о доже и догарессе // Незавершённые произведения А. С. Пушкина. М., 1993. С. 32-40;
- Стихотворения Александра Пушкина" и русский стихотворный сборник первой трети XIX века // Проблемы современного пушкиноведения. Псков, 1994. С. 44-57;
- Интонационные изменения в лирике Пушкина на рубеже 1830-х гг. // Русская литература. 2005. No 3. С. 3-29 (в соавторстве с Т. В. Тополевской);
- Распространение «Моей родословной» в списках (из истории раннего восприятия стихотворения Пушкина)// Русская литература. 2005. No 4. С. 21-34.
- К проблемам пушкинской текстологии // Пушкин и другие. Сборник статей к 60-летию профессора С. А. Фомичева. Новгород, 1997.

В 2013 году был издан последний труд Л. С. Сидякова: цикл лекций «Русский мир и Латвия: Творчество А. С. Пушкина». Альманах / под ред. С. Мазура — Рига 2013. Творчество А. С. Пушкина. Л. C. Сидяков. Издание было подготовлено сыном учёного — доктором филологических наук Латвийского университета Ю. Л. Сидяковым.